# Camponotus froggatti
Camponotus froggatti är en myrart som beskrevs av Auguste-Henri Forel 1902. Camponotus froggatti ingår i släktet hästmyror, och familjen myror. Inga underarter finns listade.